# Guerra otomano-mameluca (1515-1517)
La guerra otomano-mameluca de 1515–1517 va ser el segon gran conflicte entre el Soldanat Mameluc fundat al Baix Egipte i l'Imperi Otomà, que va provocar la caiguda del Soldanat Mameluc i la incorporació del Llevant, Egipte i l'Hijaz com a províncies de l'Imperi. La guerra va transformar l'Imperi Otomà d'un regne als marges del món islàmic, situat principalment a Anatòlia i els Balcans, en un enorme imperi que abastava gran part de les Món islàmic, incloses les ciutats de la Meca, el Caire, Damasc i Alep. Malgrat aquesta expansió, la seu del poder polític de l'imperi va romandre a Istanbul.

## Antecedents
La relació entre els otomans i els mamelucs havia estat hostil des de la caiguda de Constantinoble en mans dels otomans el 1453; tots dos estats van apostar pel control de la ruta de les espècies i els otomans aspiraven a posar fi al control de les ciutats santes de l'Islam. Un conflicte anterior, que va durar del 1485 al 1491, va provocar una aturada del comerç. Cap al 1516, els otomans estaven lliures d'altres preocupacions: el sultà Selim I acabava de vèncer l'Imperi Safàvida a la batalla de Çaldiran i va girar tota la seva força contra els mamelucs, que governaven a Síria i Egipte, per completar la conquesta otomana de l'Orient Mitjà.

## Operacions

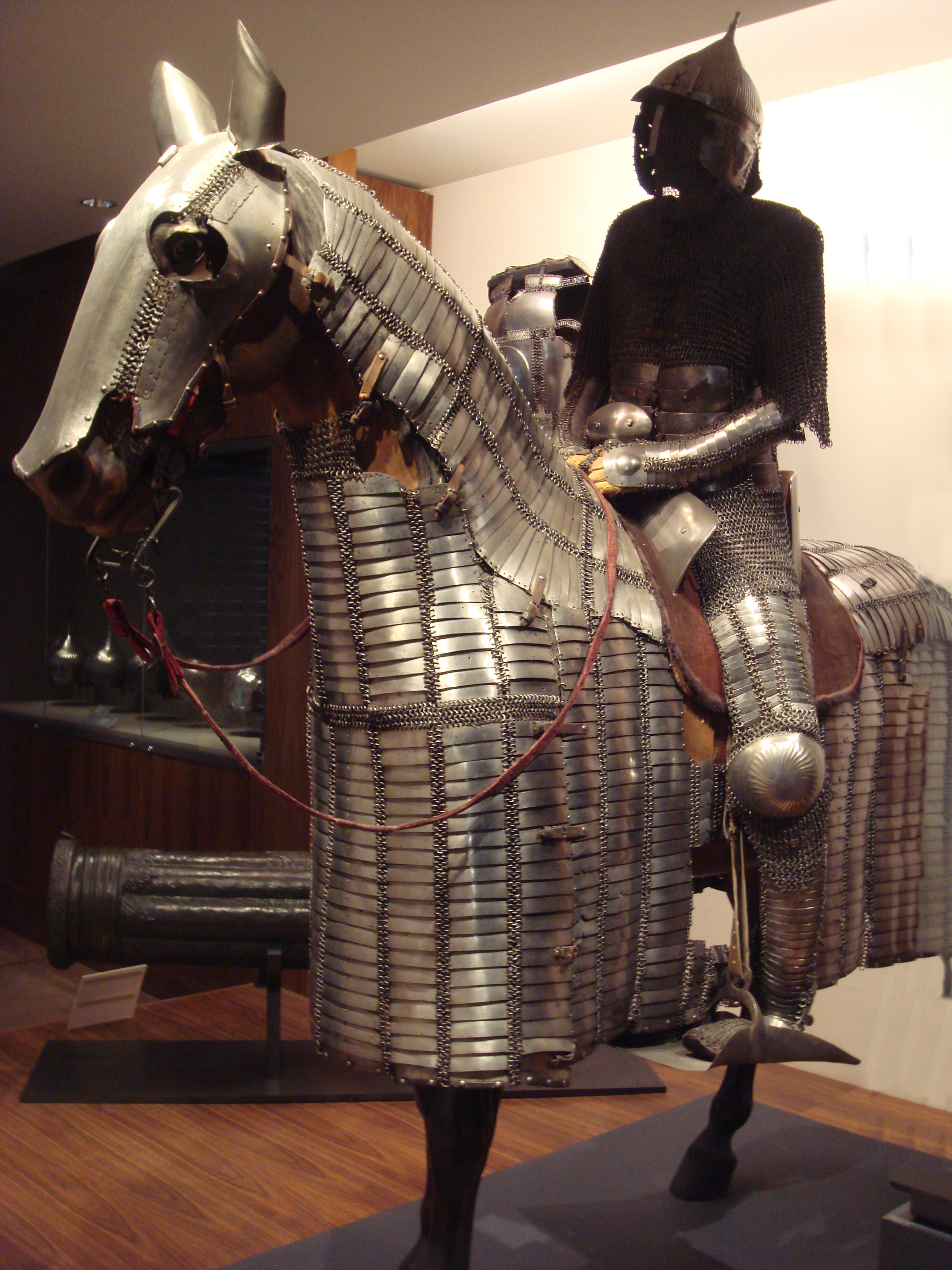
Cavalleria pesant mameluca, c. 1550. Museu de l'Armée

La guerra va consistir en diverses batalles. L'exèrcit mameluc era més aviat tradicional, principalment basat en la cavalleria amb arcs i fletxes, mentre que l'exèrcit otomà, i sobretot els geníssers, era força modern, ja que empraven arcabussos. Els mamelucs es van mantenir orgullosos de la seva tradició i van tendir a prescindir de l'ús d'armes de foc.

### Operacions al Llevant (1516)
Els otomans van capturar per primera vegada la ciutat de Diyarbakır al sud-est d'Anatòlia. La batalla de Marj Dabiq (24 d'agost de 1516) va ser decisiva, i el governant mameluc Qànsawh al-Ghawrí va ser assassinat. Aparentment, els otomans van superar els mamelucs amb un factor de tres a un. Síria va caure sota el domini dels otomans amb aquesta única batalla. La batalla de Yaunis Khan va tenir lloc a prop de Gaza (28 d'octubre de 1516) i va tornar a ser una derrota per als mamelucs.

### Operacions dins d'Egipte (1517)

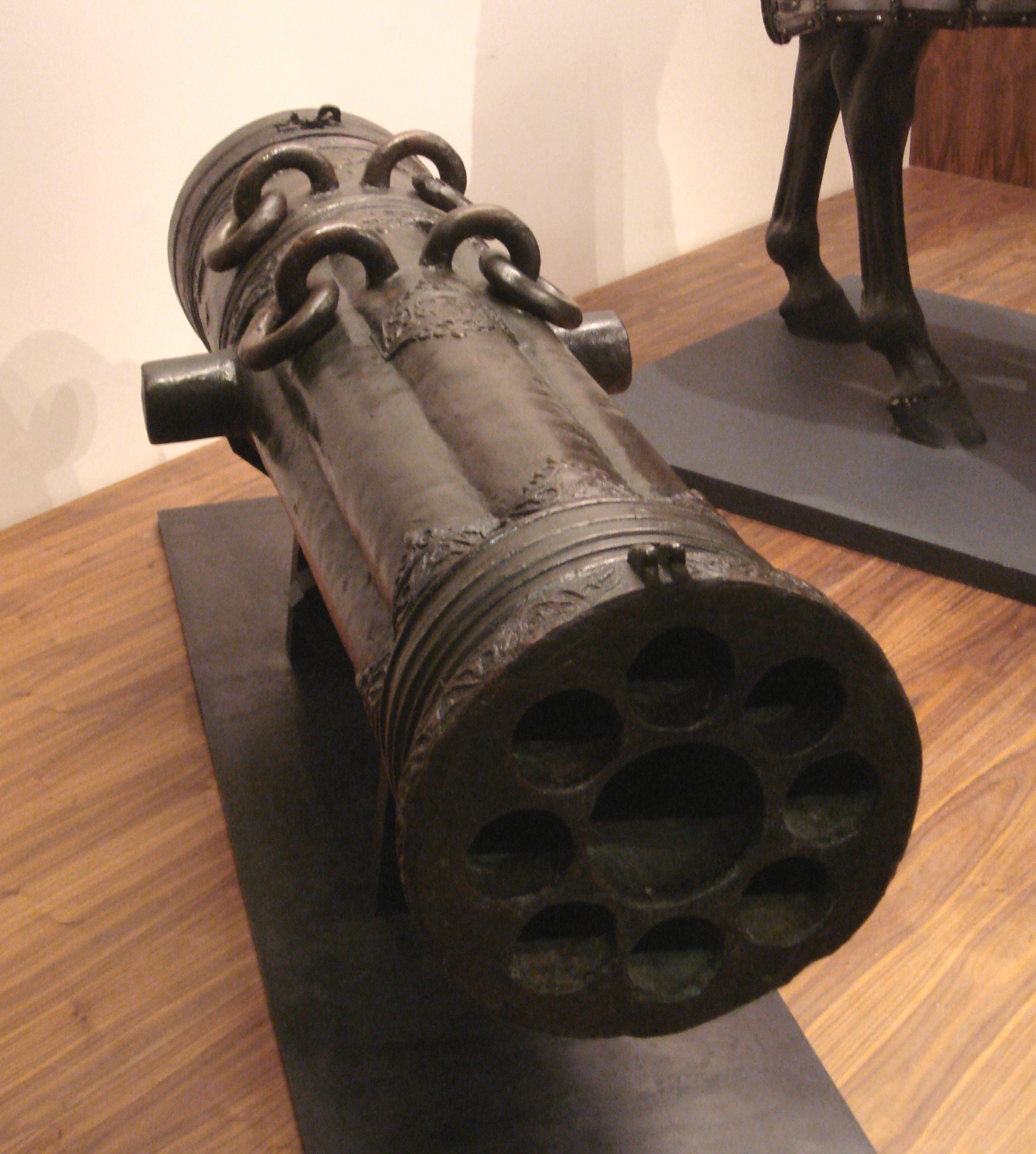
Canó de volley otomà amb 9 barrils, principis del

El successor d'Al-Ghuri com a soldà mameluc, Al-Àixraf Tuman-bay, va reclutar frenèticament tropes de diverses classes de la societat i beduïns, i va intentar dotar als seus exèrcits d'alguna quantitat de canons i armes de foc, però tot a l'últim minut i a escala limitada. Finalment, a les portes del Caire, va tenir lloc la batalla de Ridaniya (24 de gener de 1517), en què el comandant otomà Khadim Sinan Paixà va perdre la vida. En aquesta batalla, Selim I i Tuman Bay es van enfrontar. Les armes de foc i els canons desplegats per Tuman Bay van resultar gairebé inútils, ja que els otomans van gestionar un atac des de la part posterior.
La campanya havia estat recolzada per una flota d'uns cent vaixells que van subministrar les tropes durant la seva campanya cap al sud.
Pocs dies després, els otomans van capturar i saquejar el Caire, capturant el califa Al-Mutawàkkil III. Tuman Bay va reagrupar les seves tropes a Guiza, on finalment va ser capturat i penjat a la porta del Caire.
Una força expedicionària portuguesa comandada per Lopo Soares de Albergaria i es va enfrontar als otomans sota el comandament de Selman Reis. La flota portuguesa va arribar a la costa de la ciutat de Jeddah el 12 d'abril 1517 i va amarrar al canal. Després d'una ràpida acció naval aquell dia amb poques baixes, l'artilleria de terra va impedir el desembarcament dels portuguesos, i el temps finalment els va fer retirar. El poder otomà es va estendre fins a la zona sud de la Mar Roja, tot i que el control del Iemen va romandre parcial i esporàdic.

## Conseqüències

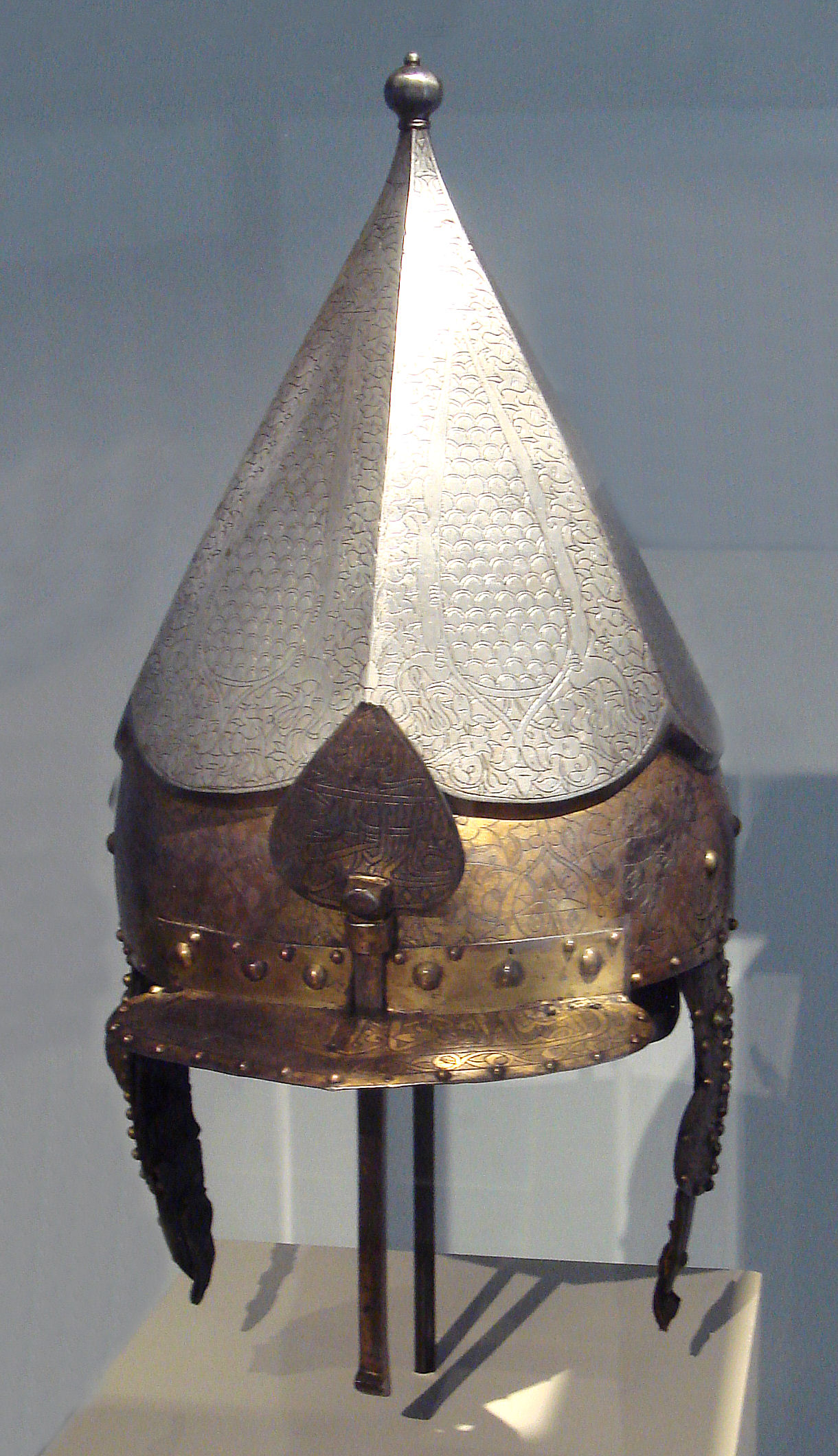
Casc otomà, amb marques de l'arsenal de Saint-Irene, Constantinoble, c. 1520, Museu de l'Armée

La cultura i l'organització social dels mamelucs van persistir en l'àmbit regional i la contractació i l'educació de soldats «esclaus» mamelucs van continuar, però el governant d'Egipte era un governador otomà protegit per una milícia otomana. La caiguda del Soldanat Mameluc va posar fi a la guerra mameluco-portuguesa i els otomans es van fer càrrec dels intents d'aturar l'expansió portuguesa a l'oceà Índic.
La conquesta de l'Imperi mameluc també va obrir els territoris d'Àfrica als otomans. Durant el segle xvi, la potència otomana es va expandir encara més a l'oest del Caire, per les costes del nord d'Àfrica. Oruç Reis va establir la regència d'Alger i el seu germà Khair ed-Din Barba-rossa va integrar-la a l'Imperi Otomà, i va assolir la Conquesta de Tunis el 1534. Després de la seva captura al Caire, el califa Al-Mutawàkkil III va ser portat a Constantinoble, on finalment va cedir el seu càrrec com a califa al successor de Selim, Solimà I el Magnífic. Això va establir el Califat Otomà, amb el soldà com a cap, transferint així l'autoritat religiosa del Caire al tron otomà.
El Caire va romandre en mans otomanes fins a la conquesta francesa d'Egipte el 1798, quan Napoleó I va reclamar eliminar els mamelucs.

## Altres guerres otomanes
- Guerra otomana-mameluca (1485–1491)
- Guerres otomanes a Àfrica
- Guerres otomanes a l'Orient Pròxim
- Història de l'Egipte otomà